# Cesare Zanzottera
Cesare Zanzottera (Busto Garolfo, 29 giugno 1886 – Legnano, 28 giugno 1961) è stato un ciclista su strada italiano, professionista dal 1906 al 1914. Il maggior successo che colse in carriera fu la vittoria della Milano-Modena nel 1909; ottenne alcuni piazzamenti di prestigio, fra i quali il terzo posto al Giro del Piemonte 1910. Ha partecipato ai giochi olimpici di Londra nel 1908.

## Palmarès
- 1906 (individuale, una vittoria)

1ª tappa Milano-Bologna-Roma (Milano > Bologna)
- 1907 (individuale, una vittoria)

Coppa del Re
- 1908 (individuale, una vittoria)

Coppa Val d'Olona
- 1909 (individuale, una vittoria)

Milano-Modena

## Piazzamenti

### Classiche monumento
- Giro di Lombardia

1909: 6º

### Competizioni mondiali
Pista
- Giochi olimpici

Londra 1908 - 5000 metri: eliminato in serie
Londra 1908 - 100 Km: ritirato in semifinale